# サーディク・ハーン
サーディク・ハーン（? - 1782年、在位：1779年 - 1782年）は、ザンド朝の第5代君主。

## 生涯
初代のカリーム・ハーンの同父母弟にあたる。兄の死後、後継者争いに加わって抗争し、シーラーズを占領して即位した。だが1782年、一族のアリー・ムラード・ハーンにシーラーズを攻められ、息子のジャアファル・ハーンにも裏切られて、一族と共に処刑された。

## 宗室

### 父母
- 父 イナーク・ハーン
- 母 不明（バイ・アーガーか）?[要出典]

### 子
- ジャアファル・ハーン（第7代君主）